# Gene LeBell
Ivan Gene "Judo" LeBell (Los Ángeles, 9 de octubre de 1932-9 de agosto de 2022) fue un artista marcial, luchador profesional y coreógrafo estadounidense. Conocido por su experiencia en numerosas artes marciales, LeBell es considerado uno de los mayores expertos en Estados Unidos, habiendo trabajado con nombres como Bruce Lee, Chuck Norris y Ed Parker, entre otros.

## Carrera
Gene empezó a entrenar a muy temprana edad, ya que su misma madre, "RedHead" Aileen Eaton, había sido la principal promotora de boxeo y lucha libre de Los Ángeles en los años '40 y '50. El joven LeBell aprendió catch wrestling bajo Ed "The Strangler" Lewis con solo 7 años de edad, así como lucha grecorromana y los rudimentos del boxeo, y cuando alcanzó los 13 hizo una transición al judo, rápidamente mostrando talento para ello. Algunos de sus maestros de judo eran japoneses que habían pasado años en los campos de concentración estadounidenses, y LeBell tuvo que soportar muchas durezas durante su entrenamiento, pero no se dejó amedrentar y llegó a obtener el cinturón negro primer dan a base de esfuerzo. Después de ganar sus primeros campeonatos, LeBell viajó a Japón para entrenar en el instituto Kodokan, donde fue considerado uno de los mejores alumnos.

### Judo y lucha libre profesional
Con 20 años LeBell ganó el National AAU Heavyweight Judo Championship y el USA Overall Judo Championship, entre otros campeonatos menores. Su mismo primer combate sería una de sus más importantes victorias en el judo, venciendo por osaekomi sobre John Osako, quien era considerado uno de los mejores judocas de Estados Unidos. Después, atraído por mejores perspectivas económicas y por el valor del negocio familiar, Gene decidió entrar en el mundo de la lucha libre profesional. A pesar de que carecía de carisma o estilo en comparación con otros luchadores, LeBell era conocido como un competidor legítimamente duro, y de vez en cuando era enviado por su hermano, el promotor Mike LeBell, a ajustar cuentas con los luchadores que no estaban dispuestos a cooperar con su oponente. Gene también tuvo parte en un insólito incidente en un combate titular del NWA Championship en Amarillo, Texas: tras ganar el cinturón, LeBell lo hizo girar en el aire como celebración y accidentalmente golpeó con él a uno de los comisarios del ring en la cabeza, lo que causó que el resultado del combate fuera anulado y se le fuera retirado el título. De esta forma, LeBell figura con un reinado como campeón de solo 12 segundos. Fuera de los negocios con su hermano, quien no era popular entre el resto de promotores de lucha libre de Estados Unidos, LeBell compitió bajo una máscara negra y el nombre de The Hangman, a veces haciendo equipo con Roy Staggs.

#### Combate contra Milo Savage
En 1963, un boxeador llamado Jim Beck lanzó un desafío a la comunidad de artistas marciales de Estados Unidos por medio un artículo en la revista Rouge Magazine, en el cual afirmaba que un boxeador como él podía vencer a cualquiera de ellos, y ofreció una recompensa de $1000 dólares al que refutara esta afirmación. El artículo incluía además una irrespetuosa crítica tanto al Judo, como al karate, la cual evidenciaba un conocimiento muy superficial de estas disciplinas, hasta el punto de dar la impresión de que el autor confundía ambas disciplinas. Animado por el fundador del kenpo karate americano, el maestro Ed Parker, LeBell aceptó el desafío y se puso en camino a Salt Lake City para tomar parte en el combate. Cuando llegó, sin embargo, LeBell descubrió que su oponente no sería Beck, sino el famoso boxeador de élite Milo Savage, del cual Beck era mánager.
Las reglas que Beck estipuló exigían que LeBell vistiera su judogi completo y Savage solo la parte superior de este uniforme; además, el boxeador exigió que LeBell no pudiera usar patadas, en apariencia creyendo aún que Gene se trataba de un karateka, y que tampoco usara placajes o derribos por la cintura. No obstante, Savage se presentó con la mitad de un karategi, mucho más ceñido y difícil de agarrar, bajo el pretexto de que no conocían la diferencia, y llevó también guantes especiales sin dedos. En una entrevista en 2005, sin embargo, LeBell sospecha que la ignorancia del bando contrario sobre las artes marciales japonesas no era tal, y que Savage, quien ya tenía entrenamiento en lucha amateur, se había asegurado de aprender judo para zafarse de sus llaves. Todavía más polémicamente, LeBell afirma que Savage llevaba puños americanos o manoplas de acero escondidas en sus guantes y abundante loción en el cuerpo para dificultar el agarre.
Iniciado el combate, LeBell y Savage se tantearon mutuamente hasta que el judoca lo cargó e intentó derribar al boxeador, pero este logró evitarlo, agravando inconscientemente una vieja lesión de hombro de LeBell, que se vio así perjudicados. LeBell intentó varias proyecciones en la segunda y tercera rondas y al fin tuvo éxito en llevar al suelo a Savage, pero este se resistió en todo momento de manera muy técnica, evidenciando efectivamente algún conocimiento de judo por su parte. De hecho, testigos afirman que el mismo Milo intentó proyectar a LeBell en una ocasión. En otra instancia, Gene obtuvo posición montada sobre él y ganó la oportunidad de someterle con juji-gatame o palanca al codo, pero optó por no hacerlo, previendo que Savage probablemente no se rendiría aunque le rompiera el brazo y que el inexperto árbitro no detendría la lucha en tal caso. Finalmente, en la cuarta ronda LeBell empujó a Savage al rincón del cuadrilátero, lo proyectó con un harai goshi izquierdo y ejecutó un hadaka jime o rear naked choke. Savage cayó inconsciente y, tras unos instantes de duda, el árbitro detuvo la lucha para brindar a LeBell la victoria.
El público, en su mayoría formado por fanes del boxeo, se exasperó hasta tal punto que empezaron a llover sillas y botellas sobre el ring, hasta que uno de los promotores boxísticos del evento, Jay Fullmer, salió y consiguió apaciguarles. LeBell y su equipo mostraron su deportividad ayudando a reanimar a Savage por medio de la técnica de reanimación japonesa o kuatsu, ya que el médico del ring desconocía el procedimiento a seguir, pero aun así, después un fan intentó apuñalar a LeBell en el vestuario, teniendo que ser Gene escoltado hasta la salida por varios luchadores profesionales que habían ido a apoyarle.

### Post retiro
A principios de los 90, la familia Gracie lanzó un reto a LeBell para enfrentarse a Rickson Gracie. Gene, que en esos momentos estaba cerca de los 60 años y casi doblaba en edad a Rickson, propuso que su oponente fuera Hélio Gracie, padre de Rickson y artista marcial de 80 años, más parecido a él en edad y condición física. Los Gracie aceptaron, pero a condición de que LeBell perdiera peso hasta los 70 kilos de Hélio, a fin de que la lucha fuera lo más justa posible. Llegado a este punto, LeBell tuvo que rechazar el desafío, ya que un hombre de 100 kilos como él difícilmente podía bajar hasta ese punto,así que la familia brasileña no insistió más. Este hecho ha sido considerado altamente inusual, ya que los Gracie nunca han considerado el peso un factor importante, y el mismo Hélio es famoso por haberse enfrentado a oponentes mucho más pesados que Gene.
En sus competiciones y exhibiciones modernas, LeBell se ha hecho particularmente famoso por vestir un judogi de color rosa. Según Gene, esta peculiaridad comenzó cuando estaba preparando su ropa para un torneo en Japón en 1955 y metió accidentalmente en la lavadora su único gi junto con una prenda roja, la cual se destiñó durante el lavado y coloreó de rosa el traje. Al presentarse en el torneo con este atuendo, el público nipón se quedó lívido y lo consideró un grave insulto, pero los ánimos se calmaron después de que Gene ganara y aclarase la confusión.
Junto con los premios recibidos en su carrera, LeBell fue galardonado por el prestigioso Cauliflower Alley Club en 1995 con el premio Iron Mike Mazurki, por sus contribuciones a la lucha libre profesional. El premio le fue presentado por su antiguo entrenador y miembro del club Lou Thesz. Diez años después, el Cauliflower Alley Club fue de nuevo encargado de entregar a LeBell un nuevo galardón, el Frank Goth Award, de nuevo en reconocimiento de su labor. En 2008, LeBell fue promovido a décimo dan de kárate Kyokushin por Jon Bluming.

### Televisión y cine
LeBell ha trabajado en más de 350 películas y series de televisión como coreógrafo, doble o actor, incluyendo varias apariciones como sí mismo. Uno de sus trabajos más destacados fue en The Green Hornet, donde conoció a Bruce Lee y se hicieron amigos, entrenando juntos e intercambiando ideas.

#### Incidente con Steven Seagal
LeBell fue parte de una leyenda urbana en la cultura popular, debido a un supuesto incidente con el actor y artista marcial Steven Seagal en el rodaje de Out for Justice de 1991. LeBell trabajaba como coreógrafo en la cinta y, supuestamente, Seagal habría afirmado que él era inmune a las estrangulaciones típicas del judo, lo que LeBell le propuso comprobar. Seagal habría accedido a dejarse estrangular por Gene, cayendo inconsciente perdiendo el control de su esfínter y defecando sus pantalones, amenazando con emprender acciones legales contra quienes divulgaran públicamente el incidente. Aparte de los rumores que surgieron años después en internet, ningún miembro del rodaje habló sobre esto en medios oficiales durante años, hasta que Gene sugirió indirectamente en una entrevista para The MMA Hour en 2012 que la anécdota era verídica, a lo que Seagal respondería que LeBell era "un mentiroso patológico". Tras los comentarios de Seagal, la peleadora Ronda Rousey, alumna y amiga de LeBell, en una entrevista afirmó que ella podría estrangular a Seagal y hacerlo defecar sus pantalones por segunda vez. Finalmente, en 2021, el especialista doble de riesgo Steven Lambert, quien trabajó en Out for Justice, brindó una entrevista al canal de YouTube "Viking Samurai", desmintiendo la historia y señalando como testigo ocular que, lo sucedido fue que en una demostración casual de habilidades, Seagal intentó liberarse de un amarre a dos brazos o "abrazo de oso" que LeBell le aplicó por la espalda, golpeando a este último en el área de los testículos para lograrlo, a lo que LeBell reaccionó con un rápido derribe barriendo los pies de Seagal. Según Lambert, el actor se levantó e incorporó en cuestión de segundos con ayuda de LeBell.

## En lucha
- Movimientos finales
  - Ankle lock[1]
  - Sleeper hold[1]

- Movimientos de firma
  - Cross armbar[1]
  - Figure four leglock[1]

- Apodos
  - "Judo"[1]
  - "The World's Toughest Guy"[1]
  - "The Toughest Man Alive"[1]
  - "The Godfather of Grappling"

## Campeonatos y logros

### Judo
- Amateur Athletic Union
  - AAU National Judo Championship (1954)
  - AAU National Judo Championship (1955)

### Lucha libre profesional
- Cauliflower Alley Club
  - Iron Mike Mazurki Award (1995)

- Central States Wrestling
  - NWA Central States Heavyweight Championship (1 vez)[16]

- National Wrestling Alliance
  - NWA Hall of Fame (clase de 2011)[17]

- NWA Hollywood Wrestling
  - NWA Americas Tag Team Championship (1 vez) - con Chino Chou[18]

- NWA Mid-Pacific Promotions
  - NWA Hawaii Heavyweight Championship (1 vez)[19]

- NWA Western States Sports
  - NWA North American Heavyweight Championship (Amarillo version) (1 vez)[20]

- George Tragos / Lou Thesz Professional Wrestling Hall of Fame
  - Frank Gotch Award (2005)

## Récord en artes marciales mixtas
| Resultado | Récord | Oponente    | Método                              | Evento               | Fecha                  | Ronda | Tiempo | Localización                         | Notas |
| --------- | ------ | ----------- | ----------------------------------- | -------------------- | ---------------------- | ----- | ------ | ------------------------------------ | ----- |
| Victoria  | 1-0    | Milo Savage | Sumisión técnica (rear naked choke) | Evento independiente | 2 de diciembre de 1963 | 4     | 0:00   | Salt Lake City, Utah, Estados Unidos |       |